# My Broken Mariko
My Broken Mariko (マイ・ブロークン・マリコ, Mai burōkun Mariko) est un josei manga de Waka Hirako, prépublié dans le magazine de webcomic Comic Bridge entre juillet 2019 et décembre 2019 et publié par l'éditeur Kadokawa en un volume relié. La version française est éditée par Ki-oon.
Un film live sort au Japon le 30 septembre 2022.

## Synopsis
En mangeant des ramen, Tomoyo Shiino, une employée de bureau, apprend au journal télévisé que sa meilleure amie, Mariko Ikagawa, est décédée. Mariko a été maltraitée par son père pendant de nombreuses années. Afin de sauver au moins la dépouille de sa meilleure amie, Shiino se rend chez les parents de Mariko et vole sa dépouille après une bagarre. Se souvenant que Mariko a dit un jour qu'elle voulait aller à la mer, elle monte à bord d'un bus express en direction du cap où elle souhaitait se rendre.

## Personnages
Tomoyo Shiino (シイノ トモヨ, Shīno Tomoyo)
Mariko Ikagawa
Makio

## Médias

### Manga
My Broken Mariko est scénarisé et illustré par Waka Hirako. Le mangaka, qui préparait une histoire dans laquelle n'apparaissaient que des hommes étrangers, avait du mal à se décider sur un nom, et pour surmonter ce blocage créé My Broken Mariko, « pour se défouler ». Quatre épisodes sont prévus une fois la production du premier épisode terminée.

Logo original du manga.

La série est prépubliée dans le magazine de webcomic de type josei Comic Bridge du 16 juillet 2019 au 17 décembre 2019,. Kadokawa publie les chapitres au format tankōbon avec un volume sorti le 8 janvier 2020  (ISBN 978-4-04-064246-8).
En Amérique du Nord, la version anglaise du manga est licenciée par Yen Press. Le volume sort le 10 novembre 2020.
La version française est éditée par Ki-oon avec un volume sorti le 28 janvier 2021  (ISBN 979-10-327-0779-1).

### Film live
En janvier 2022, un film en prises de vue réelles adaptant le manga est annoncé, avec Mei Nagano dans le rôle de Shiino. Le reste du casting est composé de Nao dans le rôle de Mariko, Masataka Kubota (en) dans le rôle de Makio, Toshinori Omi (en) dans le rôle du père de Mariko et Yō Yoshida dans le rôle de Kyoko.
Le film sort le 30 septembre 2022 au Japon.

## Réception

### Manga
My Broken Mariko remporte le Prix TV Bros 2020 du magazine Bros. Comic de Tokyo News Services. La série remporte également le Prix New face lors du 24e Japan Media Arts Festival en 2021. Elle se place 4e du classement Kono Manga ga sugoi! de Takarajimasha des meilleurs mangas de 2021 pour le lectorat féminin. Le manga arrive à la 3e place du classement THE BEST MANGA 2021 du guide Kono manga woyome (このマンガを読め!) .

### Film
Le film remporte le prix du meilleur scénario lors du 26e FanTasia en 2022.